# Двигун Toyota ZR
| TOYOTA ZR                 | TOYOTA ZR         |
| ------------------------- | ----------------- |
|                           |                   |
| Марка:                    | TOYOTA ZR         |
| Тип:                      | DOHC              |
| Робочий об'єм:            | 1,6/1,8/2,0 л см3 |
| Конфігурація:             | рядний            |
| Циліндрів:                | 4                 |
| Клапанів:                 | 16                |
| Матеріал блоку циліндрів: | алюміній          |
| Рекомендоване паливо:     | бензин            |

У сімействі бензинових двигунів ZR, представленому в 2007 році Toyota Motor Corporation, використовується 16-клапанна головка блоку циліндрів DOHC з 4-циліндровим литим блоком. Двигуни мають робочий об'єм 1,6, 1,8 або 2,0 літра. Більшість двигунів цього сімейства оснащені подвійною технологією Toyota VVT-i, яка оптимізує як впускний, так і випускний клапан. Це сімейство двигунів також першим застосувало систему Valvematic Toyota, вперше з'явившись на моделях Noah та Voxy у 2007 році, а потім у європейському Avensis у 2009 році.

## 1ZR-FE

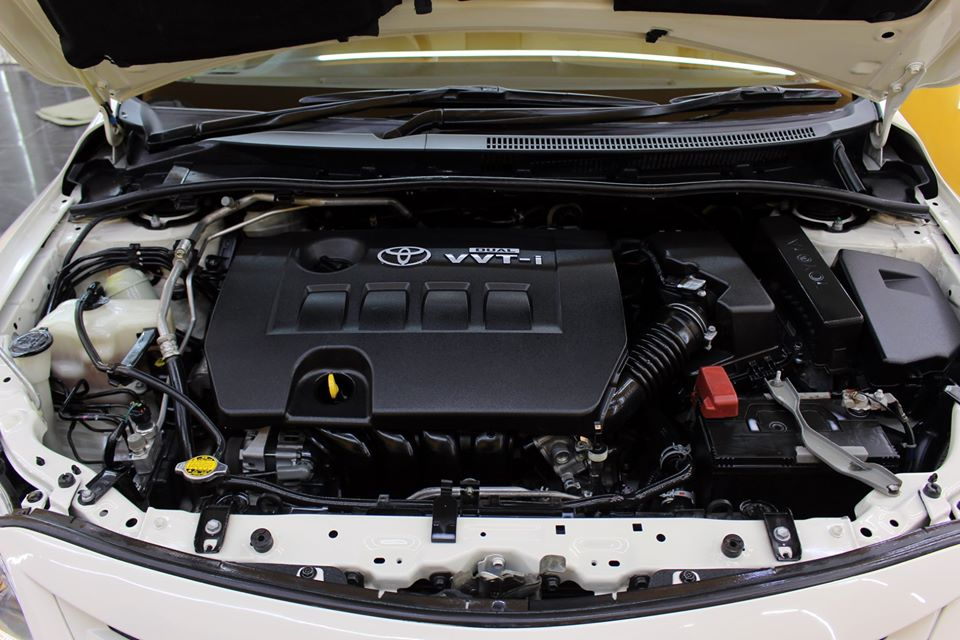
1ZR-FE в Toyota Corolla 1.6

Toyota 1ZR-FE — це DOHC, 16-клапанний, 1,6 л. (1598 куб. см) двигун, оснащений подвійним VVT-i. Цей двигун доступний з механічною коробкою передач (5 або 6 швидкостей), «багаторежимною» механічною коробкою передач (MM-T 5 швидкостей) або автоматичною коробкою передач (4 швидкості). Двигун зараз змінив 3ZZ-FE у більшості застосунків. Розвиває потужність 122 к.с. (91 кВт) при 6400 об/хв і 153 Нм (113 фунт-фут) крутного моменту при 5200 об/хв.
Технічні характеристики:
- Тип двигуна: 4-циліндровий рядний 16-клапанний DOHC
- Діаметр циліндра і хід поршня: 80,5 мм і 78,5 мм (3,17 in i 3,09 in)
- Коефіцієнт стиснення: 10,2:1

Використання:
- Toyota Auris (ZRE151) (лише для Європи)
- Toyota Corolla (ZRE140, ZRE151) (Європа, Близький Схід)
- Toyota Corolla Altis (ZRE141) (facelift; лише Азія)

## 1ZR-FAE
Toyota 1ZR-FAE — це DOHC, 16-клапанний, 1,6 л. (1598 куб. см) двигун, оснащений подвійним VVT-i та Valvematic. Потужність цього двигуна розрахована на 132 к.с. (98 кВт) при 6400 об/хв і 160 Нм (118 фунт-фут) крутного моменту при 4400 об/хв для Avensis. Ступінь стиснення збільшено до 10,7:1, червона лінія — 6600 об/хв. Valvematic змінює підйом впускного клапана між 1 та 11 мм (0,039 та 0,433 дюйма) відповідно до навантаження та оборотів за хвилину.
Використання:
- Toyota Auris (ZRE151) (лише для Європи)
- Toyota Corolla (ZRE181) (лише для Європи)
- Toyota Avensis (ZRT270)
- Toyota Verso (ZGR20)
- Lotus Elise (2010 — донині)

## 1ZR-FBE
Toyota 1ZR-FBE — це версія з гнучким паливом 1ZR-FE DOHC, 16 клапанів, 1,6 л. (1598 куб. см) двигун також оснащений подвійним VVT-i та Valvematic. Потужність цього двигуна оцінюється в 125 к.с. (93 кВт) при 6000 об/хв і 157 Нм (116 фунт-фут) крутного моменту при 5200 об/хв.
Використання:
- Toyota Corolla (ZRE170) (лише для Південно-Східної Азії)
- Toyota Corolla Altis (E210) 2019 — дотепер (лише для Південно-Східної Азії)

## 2ZR-FE
Toyota 2ZR-FE — DOHC, 16-клапанний, 1,8 л. (1798 куб. см) двигун також оснащений подвійним VVT-i.

Цей новий двигун зараз замінює двигун 1ZZ-FE у більшості застосунків. Продуктивність цього двигуна розрахована на 98-103 кВт (132—138 к.с.) при 6000 об/хв і 173 Нм (127,5 фунт-фут) крутного моменту при 4400 об/хв для Corolla, Matrix та Vibe та 122 к.с. (91 кВт) при 6400 об/хв і 153 Нм (113 фунт-фут) крутного моменту в Scion xD.

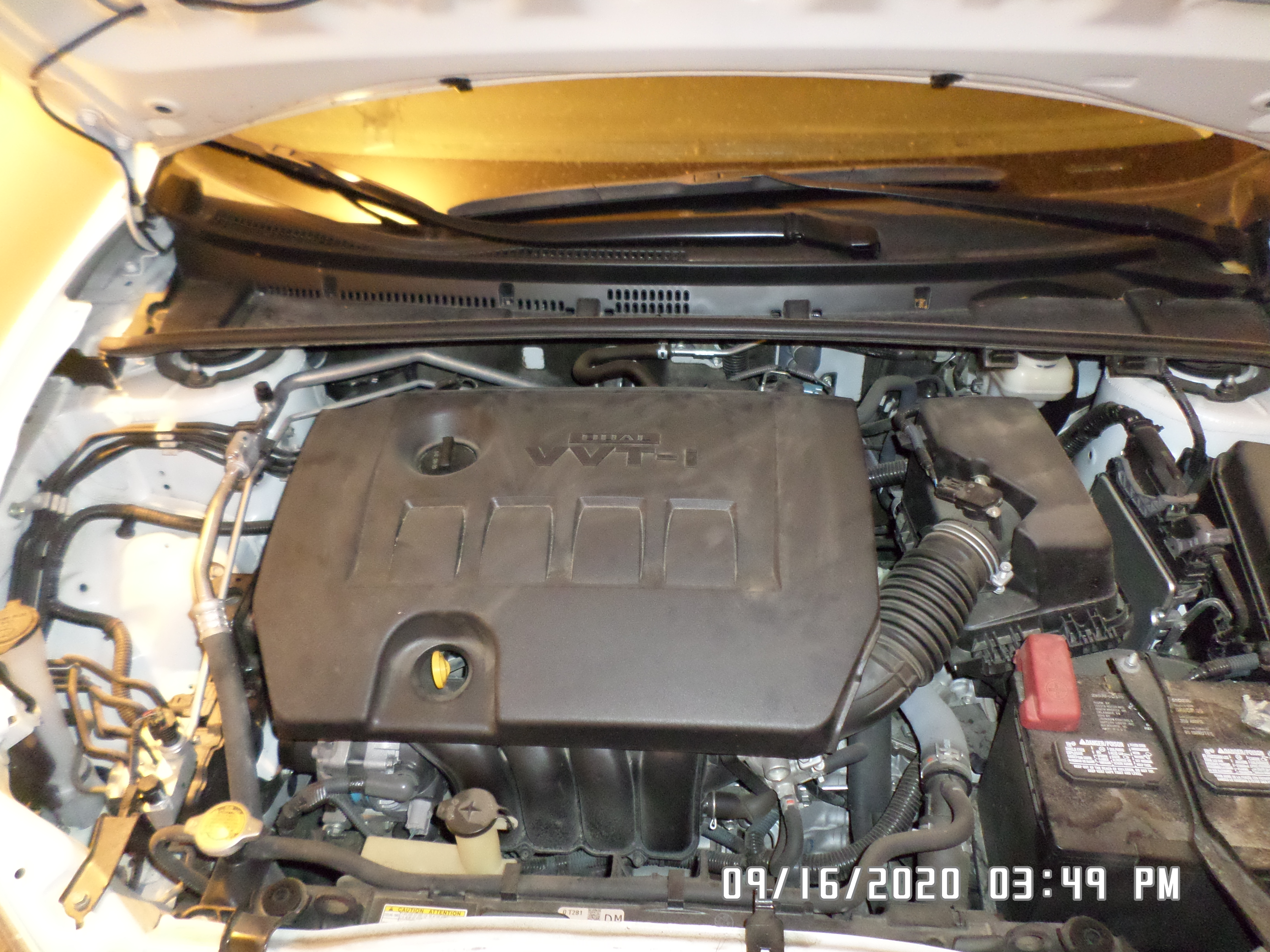
2ZR-FE з встановленою кришкою. (2016 Toyota Corolla LE)
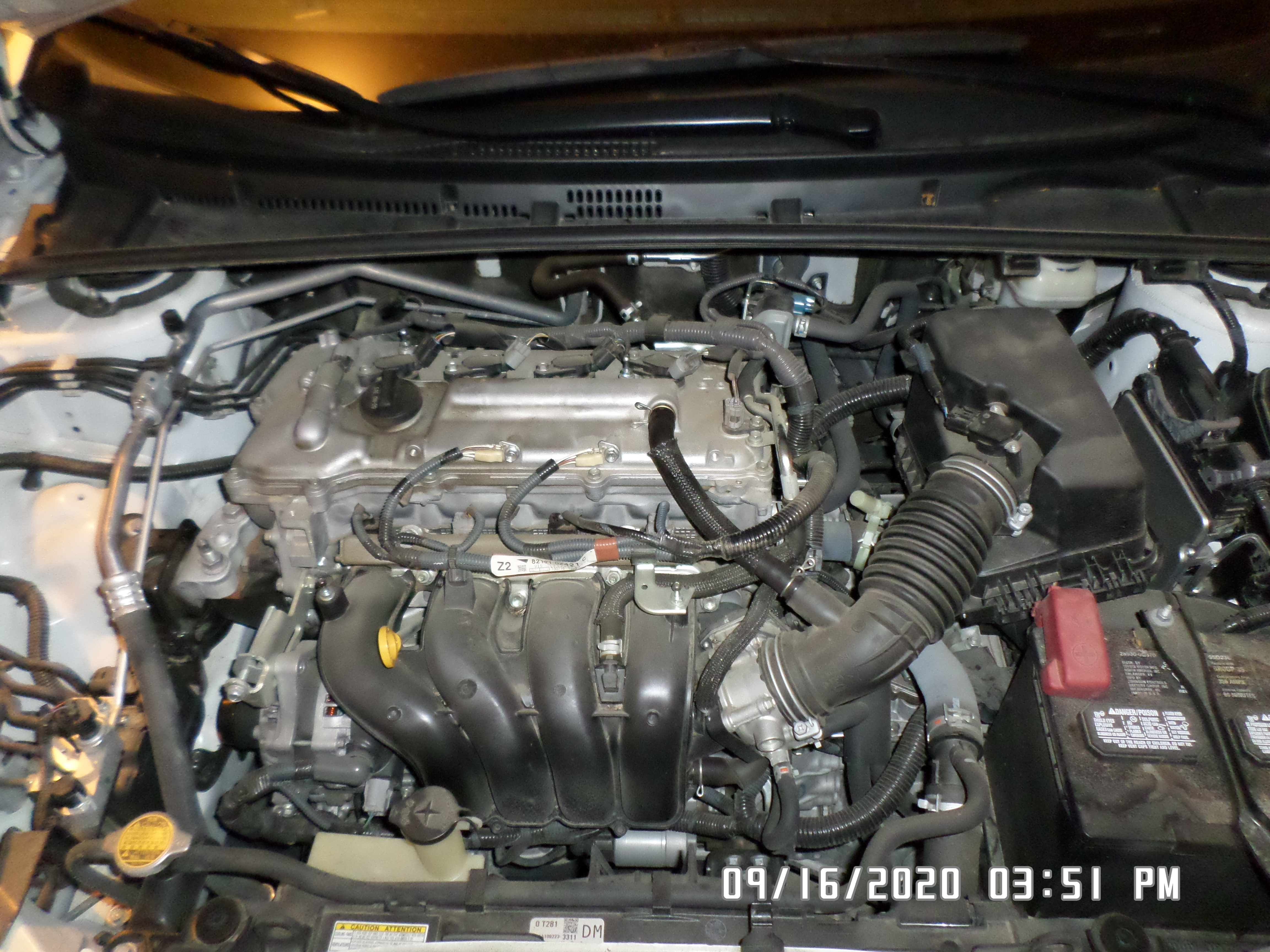
2ZR-FE із знятою кришкою. (2016 Toyota Corolla LE)

Технічні характеристики:
- Тип двигуна: 4-циліндровий рядний 16-клапанний DOHC
- Діаметр і хід поршня: 80,5 мм × 88,3 мм (3,17 дюйм × 3,48 дюйм)
- Коефіцієнт стиснення: 10,0: 1
- Вага: 97 кг (214 фунтів), без палива
- 15,2 км/л (43 миля/год‑англ.; 36 миля/год‑США) споживання палива (10-15 циклів випробувань Австралії та Нової Зеландії)

Використання:
- Toyota Allion (ZRT260/265) 2007—2009 рр
- Toyota Premio (ZRT260/265) 2007—2009 рр
- Toyota Corolla (ZRE142/152)
- Toyota Corolla (ZRE172) (132 к. с. (98 кВт) для всіх ринків, крім 138 к. с. (103 кВт) Corolla Altis для азіатсько-тихоокеанського ринку)
- Toyota Corolla Axio/Fielder (NZE141) (лише Японія)
- Toyota Corolla Axio/Fielder (NZE161) (лише Японія)
- Toyota Corolla Хетчбек (ZRE182)
- Toyota Corolla Cross (ZSG10)
- Toyota Auris (ZRE152/154)
- Toyota Yaris T Sport (ZSP90) (лише для Європи)
- Toyota Matrix/Pontiac Vibe (ZRE142) (лише для Північної Америки)
- Toyota Yaris GRMN з нагнітачем (205 к. с. (153 кВт))
- Scion xD (ZSP110)
- Lotus Elise з нагнітачем (217 гальм. к. с. (162 кВт))
- Junpai D60

## 2ZR-FAE

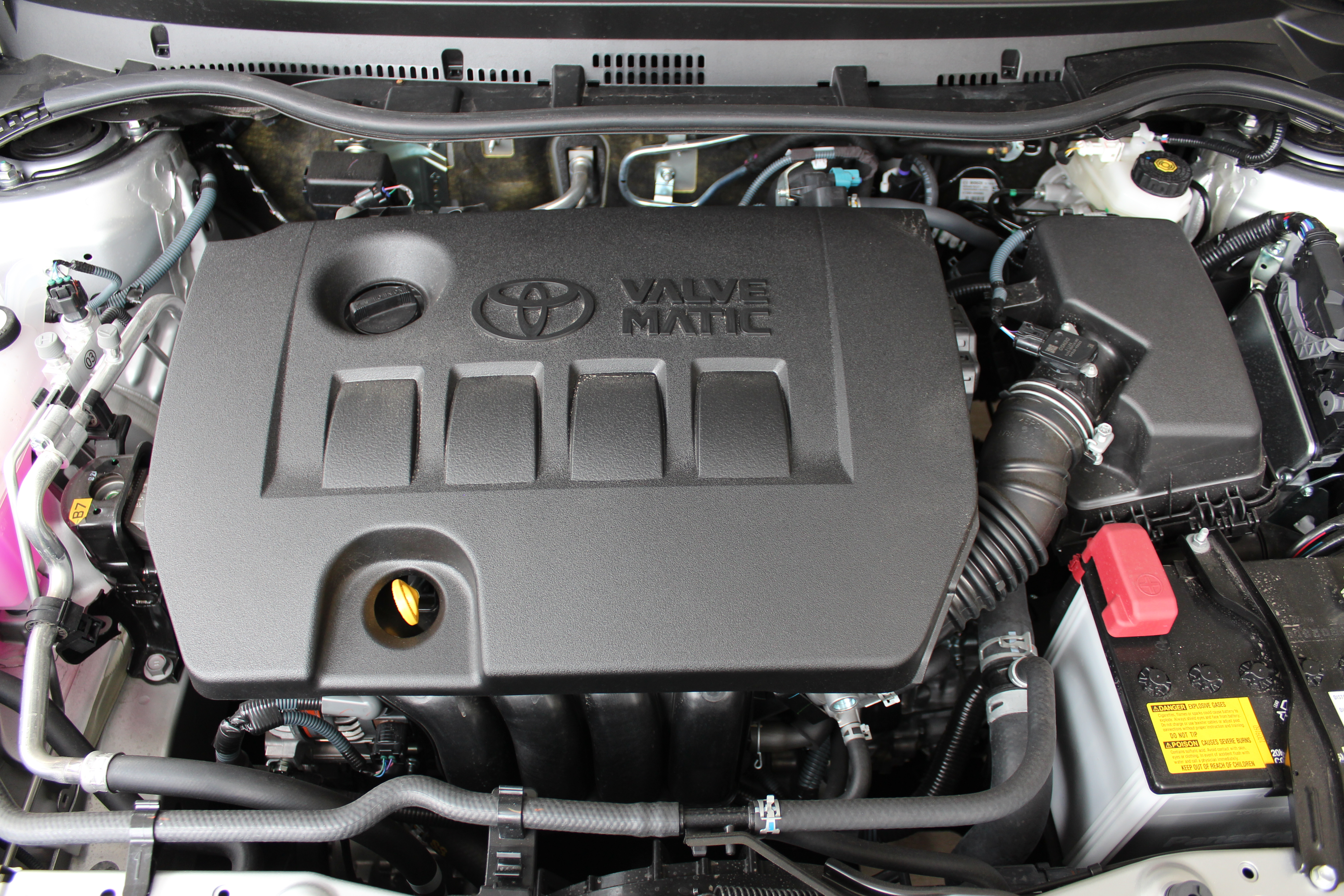
2ZR-FAE

Toyota 2ZR-FAE — DOHC, 16-клапанний, 1,8 л (1798 см³) використовує систему Valvematic. Цей абсолютно новий двигун поступово замінює двигуни 1ZZ-FED та 2ZR-FE у більшості застосунків. Варіанти цього двигуна випускають 104—110 кВт (139—148 к.с.) та 171—175 Нм (126—129 фунт-фут) крутного моменту. Ступінь стиснення — 10,5:1, червона лінія — 6600 об/хв. Двигун споживає на 5-10 % менше палива, ніж 2ZR-FE, залежно від застосування.
Спеціальну версію 2ZR-FAE представила Toyota в 2016 році для тайванської Toyota Sienta. На відміну від оригінального 2ZR-FAE, він створений простим додаванням системи Valvematic до стандартного двигуна 2ZR-FE, який використовується у Toyota Corolla Altis, в результаті чого загальна потужність виросла до 140 PS (103 кВт; 138 к. с.) при 6200 об/хв і піковий крутний момент 172 Н⋅м; 127 фунтс⋅фут (17,5 кг⋅м) при 4000 об/хв.
Використання:
- Toyota Auris (ZRE152) (лише в Європі та Японії)
- Toyota Avensis (ZRT271)
- Тільки Toyota Corolla LE Eco (2014—2019) ; комплектація L, LE та XLE (2019 — поточний)
- Toyota Corolla Sedan &amp; Corolla Touring (Японія 2019 — поточний) (ZRE212/212W)
- Toyota Corolla Rumion (ZRE152/154) (лише Японія)
- Toyota Levin (ZRE172/212) (лише Китай) 2014 — поточний
- Toyota iSt (ZSP110) (лише Японія)
- Toyota Wish (ZGE20/25)
- Toyota Verso (ZGR21)
- Toyota Allion (ZRT260/265) 2010 — поточний
- Toyota Premio (ZRT260/265) 2010 — поточний
- Scion iM 2016 рік
- Toyota Corolla iM 2017—2018
- Toyota Sienta (ZSP170) жовтень 2016 р. — по теперішній час (лише Тайвань)

## 2ZR-FBE
Toyota 2ZR-FBE — версія з гнучким паливом 2ZR-FE DOHC, 16 клапанний двигун, об'ємом 1,8 л (1798 см³), також оснащений подвійним VVT-i та Valvematic. Потужність цього двигуна оцінюється в 141 к. с. (105 кВт) при 6000 об / хв і 131 фунт⋅фут (178 Н⋅м) крутного моменту при 4000 об/хв.
Використання:
- Toyota Corolla Altis (E140) 2012—2013 роки
- Toyota Corolla (ZRE170)
- Toyota C-HR (NGX10) 2018 — дотепер/2018–2021 (Таїланд)
- Toyota Corolla Altis (ZRE211) 2019 — дотепер
- Toyota Corolla Cross (ZSG10)

## 2ZR-FXE
Toyota 2ZR-FXE — це варіант 2ZR-FE об’ємом 1,8 л (1798 куб.см) за циклом Аткінсона. Має той же діаметр циліндра і хід поршня, але ступінь стиснення збільшено до 13,0:1, а впускний клапан закривається із запізненням. Кінцевим результатом є те, що двигун має більше ефективного розширення, ніж стиснення. Потужність становить 73 кВт (98 к.с.; 99 к.с.) при 5200 об/хв і 142 Н⋅м (105 фунт⋅фут) крутного моменту при 4000 об/хв у поєднанні з електродвигуном/генераторами в гібридній системі приводу, разом двигун і електродвигуни виробляють до 103 кВт (138 к.с.; 140 к.с.) і 207 Н⋅м (153 фунт⋅футів). Максимальна теплова ефективність становить близько 38,5 %.
Для Toyota Prius 2016 року потужність становить 95 к.с. (71 кВт) при 5200 об/хв і 105 фунт⋅футів (142 Н⋅м) крутного моменту при 3600 об/хв, або в парі з електродвигуном/генераторами 71 к.с. (53 кВт) і 120 фунт⋅фут (163 Н⋅м) крутного моменту в гібридній системі приводу; разом двигун і електродвигуни виробляють до 121 к.с. (90 кВт). Максимальна теплова ефективність становить близько 40%.
Використання
- Toyota Auris  — E180 (2011–2018)
- Toyota C-HR/IZOA — AX10/AX50 (2016–дотепер)
- Toyota Corolla — E210 (2018–дотепер)
  - Toyota Auris — E210 (2018–2020)[5]
  - Toyota Levin — E210 (2019–дотепер)
  - Suzuki Swace — E210 (2020–дотепер)
- Toyota Corolla Cross — XG10 (2020–дотепер)
- Toyota Noah/Voxy — R80 (2014–2021), R90 (2022–дотепер)
  - Toyota Esquire — R80 (2014–2021)
  - Suzuki Landy — R90 (2022–дотепер)
- Toyota Prius
  - XW30 (Третє покоління) (2009–2014)
  - XW50 (Четверте покоління) (2015–2022)
  - XW60 (П‘яте покоління) (2022–дотепер)
- Toyota Prius Plug-in Hybrid/Prime
  - XW30 (Перше покоління) (2012–2014)
  - XW50 (Друге покоління) (2015–2022)
- Toyota Prius v — ZVW40/41 (2012–2017)
- Lexus CT — ZWA10 (2011–дотепер)

## 3ZR-FE
Toyota 3ZR-FE — 2,0 л (1986 см³) DOHC, 16-клапанний двигун з подвійним VVT-i .
Технічні характеристики:
- Тип двигуна: 4-циліндровий рядний 16-клапанний DOHC
- Діаметр і хід поршня: 80,5 мм × 97,6 мм (3,17 дюйм × 3,84 дюйм)
- Коефіцієнт стиснення: 10,0: 1 (Японія)
- 143 PS (141 к. с.; 105 кВт) при 5600 об/хв (Японія)
- 142—153 PS (140—151 к. с.; 104—113 кВт) при 5800 об/хв (Бразилія, пальне E22/E100)
- 194 Н⋅м (143,1 фунт⋅фут; 19,8 кг⋅м) крутного моменту при 3900 об/хв (Японія)
- 194—203 Н⋅м (143,1—149,7 фунт⋅фут; 19,8—20,7 кг⋅м) @ 4000 об/хв (Бразилія, пальне E22/E100)
- 13,4 км/л (37,9 миля/год‑англ.; 31,5 миля/год‑США) витрата палива (10-15 циклів японського випробування: Toyota Voxy; Toyota Noah)

Використання:
- 2007 Toyota Voxy (ZRR70/75)
- 2007 Toyota Noah (ZRR70/75)
- Toyota Avensis (ZRT272) (напр. Європа)
- 2009 Toyota Corolla Altis (ZRE143) (вип. Японія)
- 2010 Toyota Corolla XEi (E150) (Бразилія)
- 2013 Toyota RAV4 (ZSA42L/44L) 2013 р.
- 2013 Toyota Corolla (E170) (Близький Схід)

## 3ZR-FAE

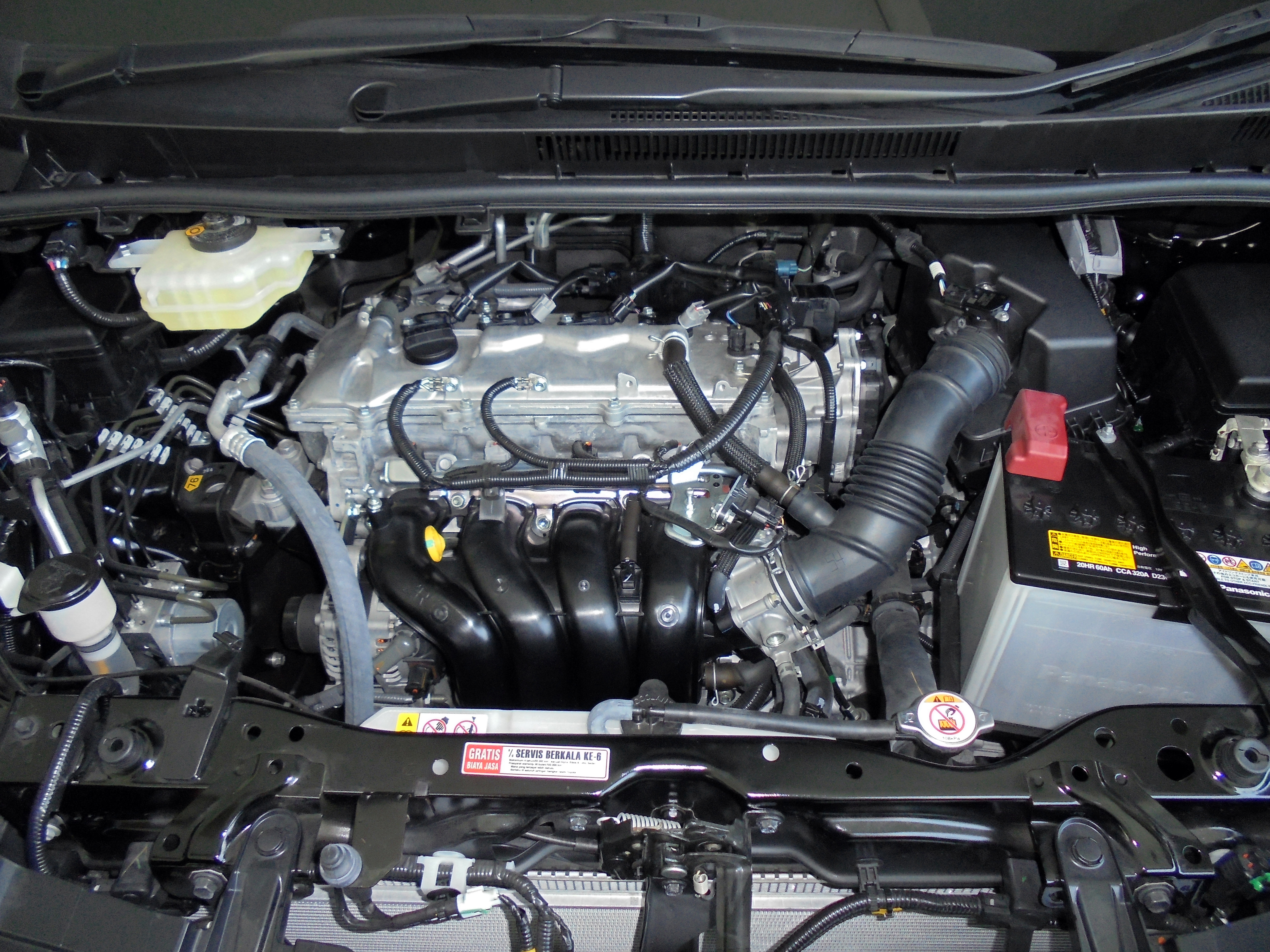
3ZR-FAE

3ZR-FAE — 2,0 л (1986 см³) DOHC, 16-клапанний двигун, вперше використаний у 2007 році. Це перший двигун Toyota з змінною системою впуску підйому Valvematic.
Технічні характеристики
- Тип двигуна: 4-циліндровий рядний 16-клапанний DOHC
- 144 гальм. к. с. (107 кВт) & 138 фунт⋅фут (187 Н⋅м) крутного моменту
- Діаметр і хід поршня: 80,5 мм × 97,6 мм (3,17 дюйм × 3,84 дюйм)
- Коефіцієнт стиснення: 10,0:1
- 158 PS (116 кВт; 156 к. с.) при 6200 об/хв
- 144 фунт⋅фут (195 Н⋅м) крутного моменту 4400 об/хв

Використання
- Toyota Allion (ZRT261)
- Toyota Premio (ZRT261)
- Toyota RAV4 (ZSA30/35) (Європа та Центральна Америка)
- Toyota Avensis (ZRT272)
- Toyota Wish (ZGE21/22)
- Toyota Voxy (ZRR70/75)
- Toyota C-HR (2404/06) (лише США та Канада)
- Toyota Harrier (Японія)

## 3ZR-FBE і 4ZR-FE
Версія 3ZR-FE з гнучким паливом випущена в березні 2010 року в Бразилії разом з 142 PS (104 кВт; 140 гальм. к. с.) при роботі на бензині та 153 PS (113 кВт; 151 гальм. к. с.) на етанолі. Використовується у Toyota Corolla (Бразилія, 2010—2019).
Toyota 4ZR-FE — це 1,6 л (1598 см³) DOHC, 16-клапанний двигун з подвійним VVT-i. Потужність цього двигуна оцінюється в 117 к. с. (87 кВт; 119 PS) на 6000 об / хв і 150 Н⋅м (111 фунт⋅фут) крутного моменту при 4400 об/хв. Він дуже схожий на 1ZR-FE. Використовується у Toyota Corolla EX (ZRE120), Toyota Yaris (ZSP91), Toyota Vios (ZSP92) (всі — лише Китай).

## 5ZR-FXE
Технічні характеристики:
- Тип: рядний 4-циліндровий DOHC 16-клапанний цикл VVT-i Аткінсона
- Обсяг вихлопних газів: 1,8 л (1 798 см3)
- Діаметр х хід: 80,5 мм × 88,3 мм (3,17 дюйм × 3,48 дюйм)
- Ступінь стиснення: 13,0:1
- Вихід: 73 кВт (99 PS; 98 к. с.) при 5200 об / хв; крутний момент: 142 Н⋅м (14 кг⋅м; 105 фунт⋅фут) на 4000 об/хв

Використання:
- Prius (китайські варіанти)
- CT200h (Китайські варіанти)

Специфікація подібна до 2ZR-FXE та моделі з регіональним кодуванням з різних причин. 

## 8ZR-FXE
Двигуни ZR об'ємом 1,6 і 1,8 л побудовані в Тяньцзіні FAW Toyota Engine Co., Ltd. (TFTE) на заводі № 2, починаючи з квітня 2007 р. та на заводі Західної Вірджинії для виробництва Corolla у США та Канаді. Використовуються з 2015 року в гібридах Toyota Corolla (E170) та Toyota Levin (E170) (китайські варіанти).
Технічні характеристики:
- Тип: рядний 4-циліндровий DOHC 16-клапанний, з циклом VVT-i Аткінсона
- Робочий об'єм: 1,8 л (1798 см³)
- Діаметр і хід поршня: 80,5 мм × 88,3 мм (3,17 дюйм × 3,48 дюйм)
- Ступінь стиснення: 13,0:1
- Потужність: 73 кВт (98 к.с.) при 5200 об/хв; крутний момент: 142 Нм (105 фунт/фут) при 4000 об/хв.